# Паневропейски транспортни коридори
Десетте паневропейски транспортни коридора са установени на Втората паневропейска транспортна конференция в Крит през 1994 г. Коридорите представляват пътища в Централна и Източна Европа, за които са необходими значителни инвестиции в продължение на 10 до 15 години. Извършени са допълнения по време на третата конференция в Хелзинки през 1997 г. Коридорите понякога биват наричани „критски коридори“ или „хелзинкски коридори“.
Коридорите се отличават от Трансевропейските транспортни мрежи, които включват всички основни пътища в Европейския съюз. Налице са предложения за комбиниране на двете системи.

## Списък
| Коридор | Опорни точки по маршрута |
| ------- | --- |
| I       | (север-юг) Хелзинки – Талин – Рига – Каунас и Клайпеда – Варшава и Гданск - Клон А (железопътен) – Рига – Калининград – Гданск - През Балтийско море (E 67) – Хелзинки – Варшава. |
| II      | (изток-запад) Берлин – Познан – Варшава – Брест – Минск – Смоленск – Москва – Нижни Новгород |
| III     | Брюксел – Аахен – Кьолн – Дрезден – Вроцлав – Катовице – Краков – Лвов – Киев |
| IV      | Дрезден/Нюрнберг – Прага – Виена – Братислава – Дьор – Будапеща – Арад – Букурещ – Констанца / Крайова – София – Солун / Пловдив – Хасково – Истанбул |
| V       | (изток-запад) Венеция – Триест/Копер – Любляна – Марибор – Будапеща – Ужгород – Лвов – Киев – 1600 km дължина. - Клон А – Братислава – Жилина – Кошице – Ужгород - Клон B – Риека – Загреб – Будапеща - Клон C – Плоче – Сараево – Осиек – Будапеща |
| VI      | (север-юг) Гданск – Катовице – Жилина, с клон към Катовице-Бърно. |
| VII     | (северозапад-югоизток) р. Рейн – р. Майн – р. Дунав) – 2300 km дължина. |
| VIII    | Драч – Тирана – Скопие – Битоля – Кюстендил – София – Пловдив – Стара Загора – Бургас – Варна – 1300 km дължина. |
| IX      | Хелзинки – Виборг – Санкт Петербург – Псков – Москва – Калининград – Киев – Любашевка/Роздилна (Украйна) – Кишинев – Букурещ – Русе – Велико Търново – Стара Загора – Хасково – Александруполис. Клон от Люблянска/Рождилна до Одеса – 3400 km дължина. - Клон A – Хелзинки до Санкт Петербург до Москва - Клон B – Калининград до Киев - Клон D – Калининград до Вилнюс до Минск |
| X       | Залцбург – Любляна – Загреб – Белград – Ниш – Скопие – Велес – Солун. - Клон A: Грац – Марибор – Загреб - Клон B: Будапеща – Нови Сад – Белград - Клон C: Ниш – София – Пловдив – Димитровград— Истанбул по коридор IV - Клон D: Велес – Прилеп – Битоля – Лерин – Игуменица |